# تود سيبين
تود سيبين (بالإنجليزية: Todd Sieben)‏ (و. 1945 – م) هو سياسي من الولايات المتحدة الأمريكية ولد في جينيسيو.